# クルヤ県
クルヤ県（クルヤけん、アルバニア語: Rrethi i Krujës、英語: Kruje District）は、アルバニアのドゥラス州に属する県。2010年1月1日現在の人口は67,698人で、面積は372km2である。県都はクルヤ。

## 下部行政区画
- Bashkia Fushë-Krujë（フシャ・クルヤ）
- Bashkia Krujë（クルヤ） - 行政府所在地

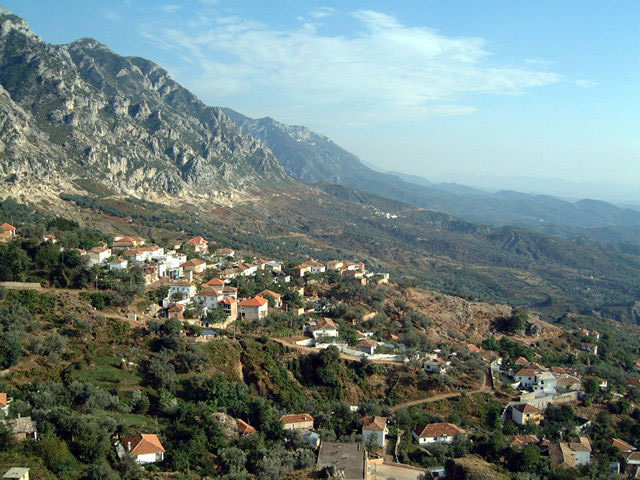
クルヤ

- Komuna Bubq
- Komuna Çudhi
- Komuna Kodër-Thumanë
- Komuna Nikël